# Kévin Mayi
Ulrich Kévin Mayi (Lione, 14 gennaio 1993) è un calciatore francese naturalizzato gabonese, attaccante del Vendée Fontenay.

## Carriera

### Club
All'età di 14 anni è inserito nel centro di formazione del Saint-Étienne. Nel 2011 e nel 2012 arriva in finale della Coppa Gambardella.
Il 7 maggio 2012 fa il suo debutto in Ligue 1 contro l'Olympique de Marseille (0-0) dove entra al 75' in sostituzione ad Alejandro Alonso. Nel giugno dello stesso anno sigla il suo primo contratto da professionista che lo legherà al club per tre anni.
Nell'annata 2012-2013 disputa 7 incontri in Ligue 1.
Per la stagione 2013-2014 passa in prestito al Niort, squadra militante in Ligue 2. L'esordio arriva contro il Metz, nell'incontro pareggiato 1-1.

### Nazionale
Nel febbraio 2012 riceve la sua prima convocazione in nazionale, nella maglia dell'Under-19, nella quale è uno dei convocati per partecipare all'Europeo del 2012 in Estonia, dove disputa due partite. Dopo l'Europeo viene chiamato a disputare alcune partite nell'Under-20.
Nell'ottobre 2019, sceglie di giocare per il Gabon e viene convocato per le partite contro Marocco e Burkina Faso.

## Statistiche

### Presenze e reti nei club
Statistiche aggiornate al 9 maggio 2014.
| Stagione             | Squadra              | Campionato           | Campionato | Campionato | Coppe nazionali | Coppe nazionali | Coppe nazionali | Coppe continentali | Coppe continentali | Coppe continentali | Altre coppe | Altre coppe | Altre coppe | Totale | Totale |
| Stagione             | Squadra              | Comp                 | Pres       | Reti       | Comp            | Pres            | Reti            | Comp               | Pres               | Reti               | Comp        | Pres        | Reti        | Pres   | Reti   |
| -------------------- | -------------------- | -------------------- | ---------- | ---------- | --------------- | --------------- | --------------- | ------------------ | ------------------ | ------------------ | ----------- | ----------- | ----------- | ------ | ------ |
| 2011-2012            | Saint-Étienne        | L1                   | 1          | 0          | CdL             | -               | -               | UEL                | -                  | -                  | -           | -           | -           | 1      | 0      |
| 2012-2013            | Saint-Étienne        | L1                   | 7          | 0          | CF+CdL          | 2+2             | 1+0             | -                  | -                  | -                  | -           | -           | -           | 11     | 1      |
| Totale Saint-Étienne | Totale Saint-Étienne | Totale Saint-Étienne | 8          | 0          |                 | 4               | 1               |                    |                    |                    |             |             |             | 12     | 1      |
| 2013-2014            | Niort                | L2                   | 23         | 3          | CF              | 2               | 1               | -                  | -                  | -                  | -           | -           | -           | 25     | 4      |
| Totale carriera      | Totale carriera      | Totale carriera      | 31         | 3          |                 | 6               | 2               |                    |                    |                    |             |             |             | 37     | 5      |